# محمد دجانی داودی
محمد دجانی داودی (به انگلیسی: Mohammed Dajani Daoudi)؛ (زاده: ۱۹ مارس ۱۹۴۶) یک استاد فلسطینی و فعال صلح است. پروفسور محمد دجانی داودی به خاطر یادداشت‌های گسترده‌ای که در کمک به افزایش آگاهی در زمینه هولوکاست منتشر کرده مشهور شده‌است. وی این کمپین آگاه‌سازی را از طریق مصاحبه‌های تلویزیونی، کتاب‌ها، مستندات، مقالات، کنفرانس‌ها، کارگاه‌ها، مجلات، گروه‌های فیس بوک، وب سایت‌ها و غیره انجام داده‌است. همچنین دجانی در شکل‌گیری روابط خوب با رهبران مذهبی یهودی و مسیحی و فعالان صلح فعال بوده‌است.
در سال ۲۰۱۴ هنگامی که او رهبری گروهی از دانشجویان را از دانشگاه قدس به اردوگاه آشویتس برعهده گرفت، در مرکز مباحثات و مشاجرات و یک جنجال قرار گرفت.

## زندگی‌نامه
دجانی متعلق به یک خانواده برجسته یهودی فلسطینی در اورشلیم است که در طول هشت قرن از جمله سلیمان یکم یکی از کلید داران آرامگاه داوود در کوه صهیون بوده‌اند. او در اورشلیم متولد شد. پسوند «داودی» به نام خانوادگی وی در سال ۱۵۲۹ اضافه شد، خانواده اش زمانی که اسرائیل استقلال خود را در سال ۱۹۴۸ اعلام کرد، به مصر فرار کرد، اما سال بعد (با حمایت حکومت اردن) به شهر قدیم (اورشلیم) بازگشت.
والدین دجانی، مسلمان سکولار با تحصیلات عالی هستند، او را ابتدا به یک مدرسه انگلیسی زبان فرستادند. دجانی به عنوان دانشجوی مهندسی در دانشگاه آمریکایی بیروت، به سازمان (فتح) پیوست. هرچند او آموزش نظامی فراگرفت، اما در بخش روابط عمومی و زبان انگلیسی در سازمان آزادیبخش فلسطین فعالیت می‌کرد.
در سال ۱۹۷۵ دولت لبنان دجانی را اخراج کرد. او به دلیل فعالیت‌هایش در فتح از رفتن به اسرائیل و اردن ممنوع شد و تصمیم گرفت تا تحصیلات خود را در آمریکا ادامه دهد. او در نهایت یک دکترا از دانشگاه کارولینای جنوبی و دکترای دیگری در اقتصاد سیاسی از دانشگاه تگزاس در آستین گرفت.

## اعتدال‌گرایی
محمد دجانی برای گسترش پیامی که مبلغ آن است یعنی واساتیا که درک، تحمل، همزیستی و برادری را تبلیغ می‌کند فعال می‌باشد. دجانی در ایدئولوژی واساتیا خود با ریشه‌های ایدئولوژیک افراط گرایی مواجه است. محمد دجانی در دهه‌ی۶۰ و دوران جوانی در دانشگاه آمریکایی بیروت یک فعال دانشجویی و عضوی از گروه «فتح» شد که برای آزادی فلسطین می‌جنگیدند. اما بعد از مرگ والدینش که هر کدام به نوبه خود توسط پزشکان و کادر اورژانس اسرائیلی مورد مراقبت قرار گرفته بودند، دیدگاه‌های تندروانه اش ملایم تر شدند. دجانی به صدای اعتدال و میانه‌روی مبدل شد و تلاش می‌کند تا از طریق تعریف داستان‌های هولوکاست، به درگیری‌ها پایان دهد. داودی مانیفست تجدد خواهی خود را منتشر کرده‌است، به نام «واساتیا.» داودی از واژه عربی «وسط» یعنی «راه وسط» به معنی «زمین میانی»، «تعادل» «اعتدال، عدالت.» دجانی این ایده را از آیه قرآن تفسیر کرده که می‌گوید: «و بنابراین ما شما را یک ملتی درمیان زمین ایجاد کردیم … پس، ما از شما ملتی متعادل ساختم وبه شما احترام می‌گذاریم.» دجانی که در دهه ۱۹۷۰ رادیکال بود، پس از کسب دو دکترا از ایالات متحده آمریکا، ارزش‌های آمریکا درخصوص مشاوره، مصالحه و توافق دموکراتیک را پذیرفت.

## سفر آشویتس
در ماه مارس ۲۰۱۴، دجانی گروهی متشکل از ۲۷ دانشجو دانشگاه قدس را برای بازدید از اردوگاه‌های مرگ نازی در آشویتس به همراه خود برد. اعتقاد بر این است که آنها اولین گروه دانشجویان فلسطینی بودند که برای بازدید از موزه دولتی آشویتس به آشویتس سفر کردند. البته این بخشی از یک پروژه مشترک با دانشگاه فردریش شیلر و دانشگاه ینا و بن گوریون بود تا به این وسیله هر دو دانشجویان فلسطینی و اسرائیلی آموزش ببینند «به رنجهایی که کشیده شده و آگاهی‌های تاریخی همدیگر اشراف پیدا کنند.» در ادامه دانشجویان اسرائیلی نیر از اردوگاه پناهندگان الدهیشه در نزدیکی بیت لحم بازدید کردند.
پس از برگزاری این سفر روزنامه اسرائیلی هاآرتص دربارهٔ آن مقاله نوشت و مقاله عبری به زبان عربی ترجمه شد. بدنبال انتشار این خبر دجانی از منظر برخی فلسطینی‌ها به‌عنوان «خائن» و «مزدور» شناخته شد. دانشگاه قدس اعلام کرد که دجانی و دانش آموزان بر اساس توانایی شخصی خود به این کار مبادرت کردند؛ و اتحادیه استادان دانشگاه دجانی را اخراج کرد. وی در ۱۸ ماه مه طی نامه ای استعفای خود را به هیئت استادان فرستاد، وی امیدوار بود که مقامات دانشگاه آن را رد کرده و مبارزه علیه وی را محکوم کنند. در عوض، او از اداره پرسنل دانشگاه درخواست نمود تا استعفای او را تا روز اول ژوئن به تأخیر بیندازند.
در ماه ژانویه ۲۰۱۵، ماشین دجانی در مقابل خانه اش به آتش کشیده شد و منهدم گردید. دجانی به روزنامه «تایمز اسرائیل» گفت که این حمله بیشتر از این که او را بترساند او را متأثر کرده‌است. متعاقباً در همان سال، او به واشینگتن دی سی نقل مکان کرد، جایی که او پیش از این به عنوان یکی از همکاران در مؤسسه واشینگتن برای سیاست خاور نزدیک مشغول به کار بود.
در سپتامبر سال ۲۰۱۶، دجانی به هاآرتص گفت که او به سوی اورشلیم حرکت می‌کند و امیدوار است تا سازماندهی سفر دیگری به آشویتس را تدارک ببیند، اما نمی‌خواست جزئیات آن منتشر شود.